# Pierluigi Rottigni
Pierluigi Rottigni (Vertova, 16 dicembre 1947) è un ex pilota motociclistico italiano.

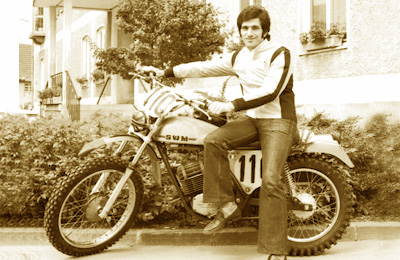

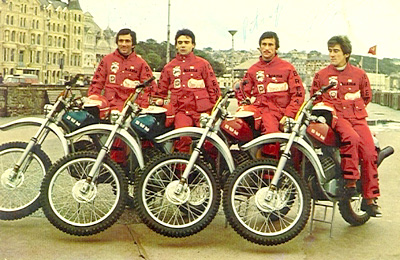

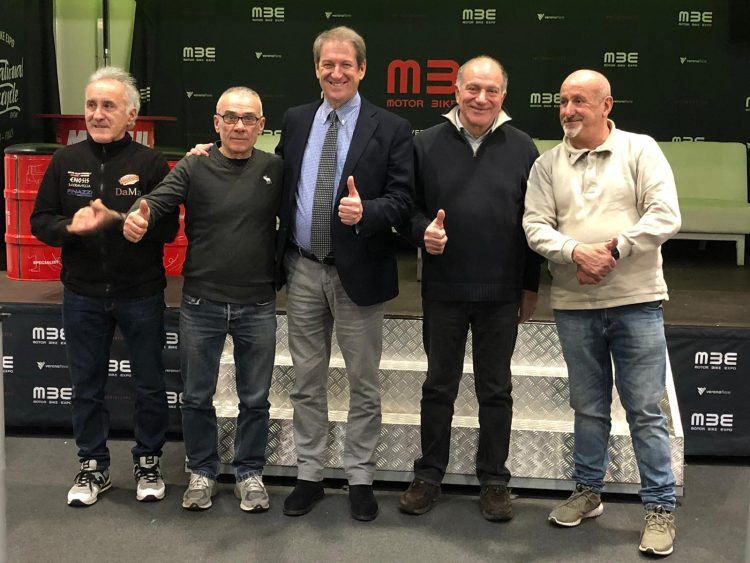

Nei quasi vent'anni di carriera come pilota conquistò quattro titoli italiani di "regolarità" e numerose partecipazioni al campionato europeo, all'epoca maggiore manifestazione internazionale della specialità. Fu inoltre per molti anni responsabile tecnico della nazionale italiana alla Sei Giorni Internazionale di Enduro.

## Carriera
Iniziò l'attività agonistica nel 1964 quando fu ingaggiato dal gruppo sportivo delle Fiamme Gialle per correre nell'enduro. Specialista delle piccole cilindrate, la sua carriera fu sempre legata a costruttori italiani: i primi anni furono passati in sella a Moto Morini, casa che venne lasciata nel 1972 per passare alla milanese SWM, con la quale colse i suoi migliori risultati sportivi.
Le maggiori affermazioni furono in campo nazionale con tre titoli italiani di regolarità conquistati nella categoria 125cc e numerose affermazioni alla "Valli Bergamasche", importante gara spesso inserita nel calendario del campionato europeo. Partecipò inoltre con successo a numerose Sei Giorni con la nazionale italiana conquistando un Vaso d'argento e otto medaglie d'oro individuali.
Al termine della carriera agonistica, divenne responsabile tecnico della nazionale azzurra di "regolarità" dal 1982 al 1989. In quegli anni conquistò la vittoria del titolo mondiale e del trofeo junior alla Sei Giorni del 1986 a San Pellegrino Terme. Nel 1988 proseguì con la vittoria del Trofeo junior alla Sei Giorni in Francia per finire nell'89 con la vittoria del trofeo mondiale alla Sei Giorni in Germania.
Tra il 1990 e il 1995 ha lavorato come responsabile sportivo del team Aprilia di Enduro. Nel 2004 è stato manager della squadra corse della casa motociclistica Sherco, seguendo nel mondiale E2 i piloti Stefano Passeri e Maurizio Micheluz.
Ha partecipato successivamente ad alcune rievocazioni di gare storiche per moto d'epoca. Tuttora gareggia in competizioni revival internazionali di regolarità (per esempio all'isola d'Elba nel 2021).

## Palmarès
| 1968 | 1º campionato italiano regolarità, classe 100 (Moto Morini) |
| 1969 | 2º campionato italiano regolarità, classe 100 (Moto Morini) 6º alla Valli Bergamasche, classe 100 (Moto Morini) partecipa con la nazionale italiana alla Sei Giorni in Germania Est |
| 1970 | 2º campionato italiano regolarità, classe 100 (Moto Morini) 4º alla Valli Bergamasche, classe 175 (Moto Morini) 4º alla Sei Giorni in Spagna |
| 1971 | 5º alla Valli Bergamasche, classe 125 (Moto Morini) partecipa con la nazionale italiana alla Sei Giorni all'Isola di Man |
| 1972 | 3º campionato italiano regolarità, classe 125 (SWM) 3º campionato europeo regolarità, classe 125 (SWM) |
| 1973 | 2º campionato italiano regolarità, classe 125 (SWM) 2º campionato europeo regolarità, classe 125 (SWM) 1º alla Valli Bergamasche, classe 125 (SWM) medaglia d'oro individuale alla Sei Giorni negli Stati Uniti, classe 125 (SWM) |
| 1974 | 2º campionato italiano regolarità, classe 125 (SWM) 3º campionato europeo regolarità, classe 125 (SWM) 1º alla Valli Bergamasche, classe 125 (SWM) 1º alla Sei Giorni di Camerino, classe 125 (SWM) |
| 1975 | 1º campionato italiano regolarità, classe 125 (SWM) 3º campionato europeo regolarità, classe 125 (SWM). Vittoria della tappa italiana ad Alano di Piave 1º alla Valli Bergamasche, classe 125 (SWM), non valevole per il campionato europeo vaso d'argento alla Sei Giorni all'Isola di Man. La squadra era composta da: Gualtiero Brissoni (SWM 100cc), Pietro Gagni (SWM 100cc), Attilio Petrogalli (SWM 100cc) e Rottigni (SWM 125cc) |
| 1976 | 2º campionato italiano regolarità, classe 175 (SWM) 3º alla Valli Bergamasche, classe 175 (SWM) 3º con la squadra italiana alla Sei Giorni in Austria. La squadra era composta da: Gualtiero Brissoni (SWM 125cc), Pietro Gagni (SWM 100cc), Laureati (SWM 250cc) e Rottigni (SWM 175cc) medaglia d'oro individuale alla stessa Sei Giorni                                                                                               |
| 1977 | 1º campionato italiano regolarità, classe 125 (SWM) 9º campionato europeo regolarità, classe 125 (SWM) 6º con la squadra italiana alla Sei Giorni in Cecoslovacchia |
| 1978 | 1º campionato italiano regolarità, classe 125 (SWM) |